# Mistrzostwa Afryki Juniorek w Piłce Siatkowej 2013
Mistrzostwa Afryki Juniorek w Piłce Siatkowej 2013 zostały rozegrane w Nigerii w Abudży w dniach od 14 do 16 marca 2013 roku. Turniej wygrała reprezentacja Reprezentacja Egiptu w piłce siatkowej kobiet. Mistrzostwa były jednocześnie kwalifikacjami do Mistrzostw Świata Juniorek w Piłce Siatkowej 2013. Tytuł wywalczyła reprezentacja Egiptu.

## Uczestnicy
Pierwotnie chęć udziału w turnieju zgłosiły reprezentacje Tunezji, Madagaskaru, Sierra Leone, Egiptu, Algierii oraz gospodarz turnieju Nigerii. Ostatecznie pierwsze trzy reprezentacje zrezygnowały z udziału w turnieju i Algieria, Egipt oraz Nigeria rozegrały między sobą walkę o tytuł mistrzowski.

## Rozgrywki

### Tabela
| Lp. | Drużyna  | Pkt | Mecze | Mecze | Mecze | Sety | Sety | Sety  | Małe punkty | Małe punkty | Małe punkty |
| Lp. | Drużyna  | Pkt | M     | W     | P     | wyg. | prz. | ratio | zdob.       | str.        | ratio       |
| --- | -------- | --- | ----- | ----- | ----- | ---- | ---- | ----- | ----------- | ----------- | ----------- |
| 1   | Egipt    | 6   | 2     | 2 (0) | 0 (0) | 6    | 0    | MAX   | 150         | 110         | 1.364       |
| 2   | Algieria | 2   | 2     | 1 (1) | 1 (0) | 3    | 4    | 0.750 | 154         | 162         | 0.951       |
| 3   | Nigeria  | 0   | 2     | 0 (1) | 2 (1) | 1    | 6    | 0.167 | 143         | 175         | 0.817       |

### Wyniki
| Data  | Godz. | Drużyna 1 | Wynik | Drużyna 2 | 1     | 2     | 3     | 4     | 5 | * |
| ----- | ----- | --------- | ----- | --------- | ----- | ----- | ----- | ----- | - | - |
| 14.08 | 16:00 | Algieria  | 3:1   | Nigeria   | 25:23 | 25:27 | 25:16 | 25:21 |   |   |
| 15.08 | 16:00 | Egipt     | 3:0   | Nigeria   | 25:16 | 25:21 | 25:19 |       |   |   |
| 16.08 | 18:00 | Algieria  | 0:3   | Algieria  | 22:25 | 21:25 | 11:25 |       |   |   |

## Klasyfikacja końcowa
| Miejsce | Reprezentacja | Uwagi          |
| ------- | ------------- | -------------- |
|         | Egipt         | awans: MŚ 2013 |
|         | Algieria      | awans: MŚ 2013 |
|         | Nigeria       | awans: MŚ 2013 |